# Góry Nadbrzeżne (łańcuch górski)
Góry Nadbrzeżne (ang. Coast Mountains, fr. Chaîne Côtière) – pasmo górskie w Ameryce Północnej, o długości około 1600 km, biegnące wzdłuż wybrzeża Pacyfiku w Kanadzie i w Stanach Zjednoczonych. Najwyższym szczytem jest Mount Waddington (4019 m n.p.m.).
Góry nadbrzeżne częściowo pokrywają się z pacyficznym systemem gór o identycznej polskiej nazwie Góry Nadbrzeżne (ang. Pacific Coast Ranges), przez co są często mylone.

## Położenie
Góry na południu zaczynają się w okolicach Vancouver w Kolumbii Brytyjskiej a kończą się w okolicach Whitehorse na Terytorium Jukonu. Pod względem powierzchni największa ich część leży w Kolumbii Brytyjskiej (81%), a następnie na Alasce (13%) i Terytorium Jukonu (5%). Południową granicę Gór Nadbrzeżnych na terenie Kolumbii Brytyjskiej wyznacza ujście rzeki Fraser, która jest także naturalną granicą z Górami Kaskadowymi. Długość pasma wynosi około 1600 km, szerokość około 300 km. Zasięg północ-południe wynosi 1307 km, a wschód-zachód 1018 km.

## Geologia

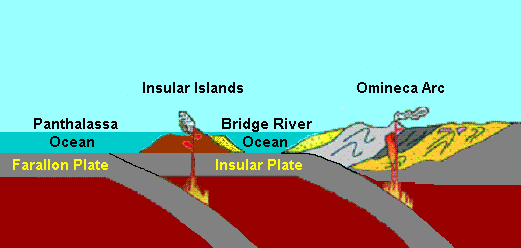
Zderzenie płyt i wypiętrzenie Gór Nadbrzeżnych

Góry Nadbrzeżne należą do systemu Kordylierów, określane jako Kordyliery Północne lub Kanadyjskie. Za początek formowania uznaje się okres kiedy nastąpiła kolizja płyty kontynentalnej z płytą wulkanicznych wysp nazywanych Insular. Miało to miejsce około 115 mln tat temu. Płyta Insular (ryc. Insular Plate), będąca fragmentem płyty Farallon na skutek zderzenia spowodowała wypiętrzenie i stworzenie aktywnego wulkanicznie łuku Omineca (ryc. Omineca Arc). Także na płycie Insular wzrosła aktywność wulkaniczna spowodowana nasuwaniem się większej płyty Farallon. Cały proces kolizji, łączenia się i wypiętrzania zakończył się około 57 mln lat temu i spowodował wytworzenie się najbardziej aktywnego wulkanicznie obszaru w Kanadzie, będącego południową częścią wewnętrznego (wschodniego) łuku pacyficznego (ang. Coast Range Arc). Najaktywniejszą częścią łuku jest Pas Wulkaniczny Garibaldi, którego najwyższym punktem jest stratowulkan Mount Garibaldi, uznawany za wciąż aktywny i potencjalnie groźny. Oryginalne skały pochodzące z płyty Insular są obecne w wielu miejscach wybrzeża Południowej Kolumbii Brytyjskiej oraz w północnej części  stanu Waszyngton. Tworzą między innymi Wyspę Vancouver.

## Najwyższe szczyty

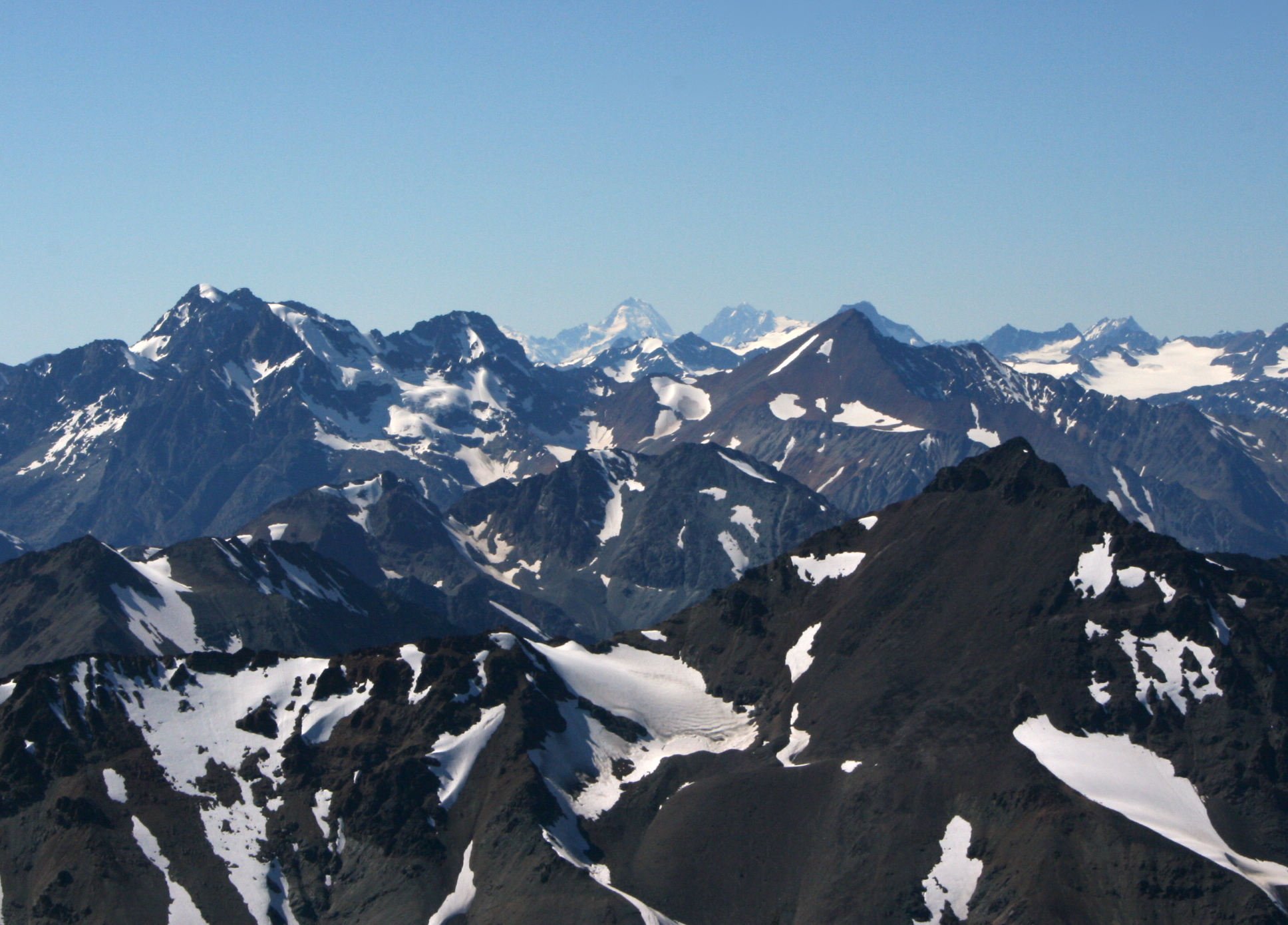
Mount Waddington i otaczające szczyty

Lista zawiera nazwy i wysokość dziesięciu najwyższych szczytów Gór Nadbrzeżnych według Peakbagger. Wszystkie znajdują się w północnej części gór, w Northern Pacific Ranges:
1. Mount Waddington – 4019 m n.p.m.
2. Mount Tiedemann – 3838 m n.p.m.,
3. Combatant Mountain – 3762 m n.p.m.,
4. Asperity Mountain – 3723 m n.p.m.,
5. Serra Peaks – 3650 m n.p.m.,
6. Monarch Mountain – 3555 m n.p.m.,
7. Damocles Peak – 3507 m n.p.m.,
8. Tellot Dome – 3420+ m n.p.m.,
9. Stiletto Peak – 3395 m n.p.m.,
10. Mount Tellot – 3380+ m n.p.m.

## Podział
Góry Nadbrzeżne dzieli się na cztery główne pasma, w których wyróżnia się jeszcze pasma niższego stopnia:
- Boundary Ranges[12] – Największe obszarowo pasmo. Obejmuje północną część Gór Nadbrzeżnych.
  - Chilkoot Ranges
  - Skagway Ranges
  - Juneau Icefield
  - Brundage-Ogden Area
  - Central Boundary Ranges, Mount Ratz (3090 m n.p.m.). – najwyższy szczyt z pasma Boundary Ranges
  - Stikine-Ambition Area
  - Unuk-Iskut Divide
  - South Boundary Ranges
- Kitimat Ranges[6] – pasmo położone w centralnej części. Jest najniższe z czterech pasm.
  - Hazleton Mountains, Howson Peak (2759 m n.p.m.)  – najwyższy szczyt z pasma Kitimat Ranges
  - Bare Top Range
  - Countess of Dufferin Range
  - Kitlope Range
  - Tenaiko Range
- Northern Pacific Ranges[13] – Pasmo położone w południowej części. Jest najwyższe z czterech pasm.
  - Rivers-Burke Area
  - Monarch Icefield
  - Rivers-Kingcome Area
  - Ha-Iltzuk Icefield
  - Charlotte Lake Area
  - Pantheon Range
  - Niut Range
  - Waddington Range, Mount Waddington 4019 m n.p.m.  – najwyższy szczyt z pasma Northern  Pacific Ranges
  - Whitemantle Range
  - Coastal Waddington Divide
- Southern Pacific Ranges[14]  – Pasmo położone na południowym krańcu.
  - Homathko Icefield – Mount Queen Bess najwyższy szczyt z pasma Southern Pacific Ranges
  - Lillooet Icefield
  - Powell Lake Area
  - Squamish River Valley
  - Jervis-Howe Area
  - Chilcotin Ranges
  - Pemberton-Bralorne Area
  - Garibaldi Area
  - North Vancouver
  - Lillooet Range